# Anthomyia acutula
Anthomyia acutula är en tvåvingeart som beskrevs av Ackland 2001. Anthomyia acutula ingår i släktet Anthomyia och familjen blomsterflugor. Inga underarter finns listade i Catalogue of Life.